# Gustave Lesesne
Gustave Lesesne est un homme politique français né le 29 juillet 1878 à Clichy-la-Garenne (Seine-et-Oise) et décédé le 13 octobre 1958 à Paris.

## Biographie
Son père Adrien est pendant quarante ans directeur des écoles Michelet et Jean-Jaurès à Saint-Ouen, et laisse son nom à la rue Adrien-Lesesne. Gustave, devenu lui-même instituteur dans la même ville, en est élu conseiller municipal.
Il est député de la Seine de 1928 à 1936, d'abord comme non inscrit de gauche, puis comme membre du groupe de l'Unité ouvrière.
En 1929, il est élu maire socialiste-communiste puis socialiste de la ville. Il est maintenu à son poste le 9 mai 1941 par l’amiral Darlan. Il conserve son mandat jusqu'en 1944. 

## Sources
- « Gustave Lesesne », dans le Dictionnaire des parlementaires français (1889-1940), sous la direction de Jean Jolly, PUF, 1960 [détail de l’édition]